# Erőcsatár

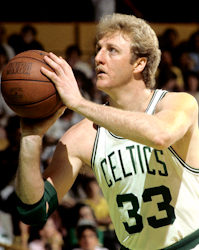
Larry Bird, minden idők egyik legjobb erőcsatára

Az erőcsatár (power forward - PF) a négyes számú pozíció a kosárlabdában. Feladatkörük hasonlít a centeréhez, általában a kosárnak háttal játszanak. Az egyik legfontosabb feladata egy erőcsatárnak a lepattanók szerzése. Néhány erőcsatár középtávról is jól dob. A "stretch four" megnevezésű erőcsatárok hatékonyan dobnak a hárompontos vonal mögül is.
Az NBA-ben az erőcsatárok magassága általában 203 cm és 211 cm között van, míg a WNBA-ben ez 183 és 191 cm között van. Megesik, hogy az erőcsatárok a center vagy az kiscsatár pozíciójában is játszanak. Az erőcsatárok általában rendelkeznek a center képességeivel, de nem elég magasak, hogy játszanak a pozíción.
A Naismith Memorial Basketball Hall of Fame-be beiktatott erőcsatárok közé tartozik Larry Bird, Kevin Garnett, Karl Malone, Denise Curry, Dolph Schayes, Kevin McHale, Charles Barkley, Elvin Hayes, Bob Pettit, Dennis Rodman, Katrina McClain Johnson és Tim Duncan.
Jelenleg a világ legjobb erőcsatárjainak Jánisz Antetokúnmpót, Anthony Davis-t és Zion Williamson-t tekintik.